# Concord (Arkansas)
Concord – miasto w Stanach Zjednoczonych, w stanie Arkansas, w hrabstwie Cleburne.